# Daphne jejudoensis
Daphne jejudoensis är en tibastväxtart som beskrevs av M.Kim. Daphne jejudoensis ingår i släktet tibaster, och familjen tibastväxter. Inga underarter finns listade i Catalogue of Life.